# 음운 변화
언어학에서 소리 변화(-變化, sound change)는 한 언어의 발음에 일어나는 통시적인 변화를 통틀어 일컫는 말이다. 주변 환경에 따라 발생하는 공시적인 소리 변화인 교체와는 대비된다.
한 음소의 발음이 다른 소리로 대체되는 음성 변화(音聲變化, phonetic change)와 두 소리가 합쳐지거나 새로운 소리가 생기는 등 음소 분포에 변화를 일으키는 음운 변화(音韻變化, phonological change)로 나눌 수 있다. 용어는 명확히 통일되어 있지 않으며 음성과 음소의 차이를 식별하지 않고 통시적 소리 변화 전반을 가리켜 음운 변화라 하기도 한다.

## 원칙
19세기 소장문법학파(Junggrammatiker)는 "소리 법칙"이라는 용어를 도입하여 이것이 마치 물리 법칙과 같이 전적으로 규칙적이며 기계적이라고 논하였다. 실제 소리 법칙에서는 예외가 있으나 이러한 가정은 여전히 역사언어학에서 비교 분석을 통해 규칙적 대응을 발견할 수 있는 휴리스틱 방법으로서 가치가 있다.
소장문법학파는 다음과 같은 경험적 원칙들을 도입하였는데, 오늘날 언어학에서는 이를 불가침의 원칙이 아닌 일종의 지침으로 간주하는 경우가 많다.
- 소리 변화에는 기억이 없다: 소리 변화는 소리의 출처를 구분하지 않는다는 것이다. 이전의 소리 변화가 X,Y > Y를 유발하였으면 새로운 변화가 X에만 영향을 미칠 수는 없다.
- 소리 변화는 문법을 무시한다: 소리 변화에는 음운론적 제약만 있다는 것이다. 예를 들어 무강세 음절에서 X > Z라는 변화는 있을 수 있지만 형용사에만 영향을 미치는 변화는 있을 수 없다.
- 소리 변화에는 예외가 없다: 소리 변화가 일어나면 기준을 충족하는 모든 소리에 영향을 미친다.
- 소리 변화는 불가피하다: 모든 언어는 시간과 장소에 따라 변화를 겪으며 글이나 매체도 이를 막을 수 없다.

## 종류
역사언어학의 전통적 용어에서는 구체적인 소리 변화의 유형을 나타내는 다양한 표현이 있다.
- 동화(同化, assimiliation): 하나의 소리가 다른 소리와 비슷해지거나 드물게 두 소리가 서로 비슷해지는 것이다.
- 이화(異化, dissimilation): 동화의 반대말로, 하나의 소리가 다른 소리와 덜 비슷해지거나 드물게 두 소리가 서로 덜 비슷해지는 것이다.
- 음위전환(音位傳換, metathesis): 두 소리가 서로 자리를 바꾸는 것이다.
- 연음화(軟音化, lenition): 자음이 더 발음하기 쉬운 자음으로 "약화"되는 것이다.
- 경음화(硬音化, fortition): 연음화의 반대로, 자음이 "강화"되는 것이다.
- 성조발생(tonogenesis): 음절이 구분되는 고저 윤곽(pitch contour)를 가지게 되는 것이다.
- 연음(連音, sandhi): 단어가 서로 맞닿는 부분에서만 발생하는 조건 변화이다.
- 탈락: 소리가 소실되는 것으로, 엘리종(elision), 어두음탈락(aphaeresis), 어중음탈락(syncope), 어말음탈락(apocope), 중음탈락(haplology) 등이 있다.
- 삽입음: 인접한 두 소리 사이에 새로운 소리가 도입되는 것이다.
- 첨두음(prothesis): 단어 시작 부분에 소리를 추가하는 것이다.
- 비음화(nasalisation): 모음 뒤에 비음 자음이 따라오는 경우 모음은 비음화를 겪을 수 있다. 비음 자음이 사라지고 모음이 비음화된 발음을 유지하는 경우 비음성은 음소적 성질, 즉 구별성을 가지게 된다.

## 음운 변화
음운 변화는 소리 변화의 일종으로, 일반적으로 음소 체계의 구조 자체를 바꾸는 것을 가리킨다. 1965년 Henry M. Hoenigswald의 체계에서는 조건 합병(conditioned merger), 무조건 합병(unconditioned merger), 분할(phonemetic split)의 3가지 경우를 인정한다. 이러한 분류에서는 음소의 수나 분포에 영향을 주지 않는 변화를 고려하지 않으며, 예를 들어 영어에서 발생한 대모음 추이는 모든 음이 상보적 분포를 유지하였으므로 여기에 포함되지 않는다.
조건 합병은 예컨대 A라는 음소의 일부 이음(allophone)이 다른 음소 B와 합병하는 것이다. 이에 따른 즉각적 결과는 다음과 같다.
- 음소의 대립의 수는 변화하지 않는다.
- A가 포함된 단어의 수가 줄어들고 B가 포함된 단어의 수는 늘어난다.
- 한동안 A가 발생하지 않는 환경이 적어도 하나 존재하게 되며, 이를 음소 분포의 간극(gap)이라 한다.
- (주로 B와 합병되는 환경에서) A에 굴절이나 파생이 일어나면 A와 B 사이의 교체가 있다.

무조건 합병은 둘 이상의 음소의 대비가 완전히 사라지는 것인데 대부분의 합병에는 조건이 있으므로 흔하지 않다.
분할은 음소의 이음이 더 이상 상보적 분포에 있지 않게 되고 이에 따라 독립적인 구조점을 형성하면서 새로운 대비가 발생하는 것이다.

## 같이 보기
- 음운 규칙